# Mohammed Hamdi
Mohammed Hamdi (Berkane, 24 oktober 1983) is een Nederlands sportbestuurder die sinds oktober 2023 bij Feyenoord in dienst is.

## Carrière
Hamdi heeft de KNVB-opleiding management betaald voetbal afgerond. Tot 2013 werkte hij op de commerciële afdeling van voetbalclub ADO Den Haag. Naderhand werd Hamdi directeur voetbal bij Lagarde Sports & Media, waar hij verantwoordelijk was voor de commerciële rechten van UEFA Euro 2016 in Nederland en de commerciële belangen van FC Utrecht, Roda JC Kerkrade en N.E.C.. Later was Hamdi directeur bij Infront Sports & Media.
In 2017 trad Hamdi in dienst van de in Abu Dhabi gevestigde voetbalclub Al-Jazira, waar hij verantwoordelijk was voor commercie en marketing. Toen Mattijs Manders in 2019 als algemeen directeur van ADO Den Haag vertrok werd Hamdi door grootaandeelhouder United Vansen als statutair directeur en algemeen directeur van de club aangesteld.
Onder Hamdi wist ADO Den Haag geen successen te boeken. Zowel bestuurlijk als financieel kwam de club in zwaar weer en sportief gezien wist de ploeg zich in het seizoen 2020/21 niet te handhaven in de Eredivisie, waardoor het voor de vijfde keer in haar bestaan naar de Eerste divisie degradeerde. Direct na de laatste wedstrijd van het seizoen, op 16 mei 2021 tegen FC Twente, stapte Hamdi op.
In oktober 2023 keerde Hamdi terug in de voetballerij. Ditmaal ging hij aan de slag als international business development director bij de Rotterdamse voetbalclub Feyenoord.